# SN 2001jp
SN 2001jp – supernowa odkryta 9 grudnia 2001 roku w galaktyce A084631+4403. W momencie odkrycia miała maksymalną jasność 23,70m.